# OpenMoji
 (août 2025).

Un exemple de smiley venant de la bibliothèque OpenMoji.

OpenMoji est une bibliothèque d'émoticônes gratuits, et open source. La bibliothèque est disponible avec une licence Creative Commons. Elle a été réalisée avec l'aide de plus de 60 étudiants et 3 professeurs de l'HfG Schwäbisch Gmünd, ainsi que 20 autres contributeurs.

## Histoire
La bibliothèque d'emojis OpenMoji a été publiée par l'organisation OpenMoji.org, qui est une initiative indépendante pour créer et diffuser des emojis libres de droits. Le projet OpenMoji a été initié par un groupe d'étudiants suivant une formation en conception de communication en Allemagne, à Schwäbisch Gmünd. Leur objectif était de créer une bibliothèque d'emojis utile pour les créateurs du monde entier. Depuis sa création, le projet OpenMoji a connu une évolution constante et continue encore d'être mis à jour. La première version de la bibliothèque d'emojis  a été publiée le 12 septembre 2018.

## But du projet
OpenMoji est un projet open source qui est disponible gratuitement et en constante évolution grâce aux contributions de la communauté. Le but du projet OpenMoji est de fournir une bibliothèque d'emojis de haute qualité, libres de droits et facilement accessibles pour les utilisateurs du monde entier. Le projet permet aux utilisateurs de communiquer à travers différentes plateformes et applications. La bibliothèque possède près de 4000 pictogrammes d'emojis, disponible en format .png et .svg.
La cible du projet sont principalement les développeurs et les designers.

## Versions[10]
- Version 1.0.1 (novembre 2018) : Ajout de 22 nouveaux emojis, mise à jour de 3 emojis existants et correction de bugs mineurs.
- Version 2.0.0 (mars 2019) : Ajout de 2 823 nouveaux emojis, mise à jour de 276 emojis existants, ajout de nouveaux styles (light, line et red), et ajout de support pour les emojis d'Unicode 12.0.
- Version 2.5.0 (novembre 2019) : Ajout de 1 861 nouveaux emojis, mise à jour de 341 emojis existants, ajout de nouveaux styles (closed, open et white), et ajout de support pour les emojis d'Unicode 12.1.
- Version 3.0.0 (mars 2020) : Ajout de 3 304 nouveaux emojis, mise à jour de 635 emojis existants, ajout de nouveaux styles (color, multicolor, gray et bitmap), et ajout de support pour les emojis d'Unicode 13.0.
- Version 4.0.0 (mars 2021) : Ajout de 3 329 nouveaux emojis, mise à jour de 1 893 emojis existants, ajout de nouveaux styles (emojiOne, joypixels et native), amélioration de la qualité des emojis existants, et ajout de support pour les emojis d'Unicode 13.1 et 14.0.

## Sources et références
1. ↑  (en) « 😃 », sur OpenMoji (consulté le 25 mars 2023)
2. ↑  (en) « OpenMoji », sur Emojipedia (consulté le 25 mars 2023)
3. ↑  (en) « OpenMoji », sur OpenMoji (consulté le 25 mars 2023)
4. ↑  « 🌁 Liste des émojis de Openmoji. Copier et coller! », sur Emojis.Wiki — Encyclopédie d´émojis (consulté le 25 mars 2023)
5. ↑  « Dépôt GitHub d'OpenMoji. » , sur GitHub, première version le 12 septembre 2018
6. ↑  (en) 5px Digital, « Openmoji », sur www.ui-tools.com (consulté le 25 mars 2023)
7. ↑  « OpenMoji », sur OUTILS VISUELS, 28 mars 2022 (consulté le 25 mars 2023)
8. ↑  (en-GB) Joey Sneddon, « OpenMoji is an Open Source Emoji Set That Looks Awesome », sur OMG! Ubuntu!, 26 novembre 2019 (consulté le 25 mars 2023)
9. ↑  (en) « Openmoji - Open Source Emojis For Everyone », sur DEV Community (consulté le 25 mars 2023)
10. ↑  (en) « Releases · hfg-gmuend/openmoji », sur GitHub (consulté le 25 mars 2023)